# Jakub Fulnek
Jakub Fulnek (26 aprile 1994) è un calciatore ceco, centrocampista del Mladá Boleslav.

## Caratteristiche tecniche
Ala destra, può giocare anche a sinistra.